# XEMP-AM
Radio 710 cuyo indicativo es XEMP-AM es una emisora de radio de música ranchera, norteña, grupera que emite desde la Ciudad de México que emite en la frecuencia de los 710 kHz de la banda de amplitud modulada con 10 000 watts de potencia diurnos. Pertenece al Instituto Mexicano de la Radio (IMER). 

## Historia
La frecuencia inició como La charrita del cuadrante el 1 de noviembre de 1961, propiedad de Arsenio Tuero, hermano del actor Emilio Tuero. En dicha estación se transmitía por las noches música de España para los exiliados de ese país en México.
En 1983 el IMER la incorporó a sus frecuencias bajo el nombre de Opus 710 con un formato de música clásica y recibió el lema de La estación cultural del Instituto Mexicano de la Radio. A raíz de los terremotos de México de 1985 la estación fue modificada a Radio Información, con el lema La estación periodística del Instituto Mexicano de la Radio. Entre 1990 y 2013 tuvo distintos conceptos y nombres comerciales como Radio Mexicana, Radio 710, con el lema Alma musical de México, 7 Diez, con el lema la que más me gusta e Interferencia 7Diez, "Porque todo cambio inicia con una interferencia".  Bajo esta denominación tuvo un índice alto de audiencia dentro de la banda de amplitud modulada.
El 8 de agosto de 2008 a las 6 de la mañana comenzó la etapa de la frecuencia como Interferencia 7Diez. Bajo el eslogan Todo cambio inicia con una Interferencia, apostando por contenidos basados en el rock de países hispanohablantes para diferenciarse de su hermana Reactor 105.7 que transmitía rock en inglés. Con la inclusión de Interferencia, fueron tres las estaciones que apuestan por los contenidos alternativos en radio dentro de la Ciudad de México; Reactor 105.7, Ibero 90.9 (ambas en FM) y la ya citada Interferencia 710 AM.
El 1 de febrero de 2014 cambió su concepto a Radio 710 con un formato de música ranchera, norteña y grupera.